# Yüzbaşılar, Iğdır
Yüzbaşılar là một xã thuộc thành phố Iğdır, tỉnh Iğdır, Thổ Nhĩ Kỳ. Dân số thời điểm năm 2011 là 2.627 người.